# 高璩
高璩（818年—864年10月24日），字瑩之，唐朝官员，唐懿宗年间曾短暂任宰相，为期不足一年。

## 家世
高璩是北齐皇族后裔，先祖高士廉在唐太宗朝拜相，尽管高家并未因此而显贵，但高璩的伯父高少逸和父亲高元裕都成为朝廷名臣。

## 早期仕途
高璩在唐宣宗大中三年（849年）中进士，授祕書省校書郎，旋為武昌軍節度掌書記。大中四年丁父憂。除服後任西川節度使白敏中的幕僚，又從白敏中移鎮荆南，除右拾遗内供奉。宣宗時召入金馬門，以本官兼翰林學士，遷起居郎、知制誥。尽管当时翰林学士被提拔是罕事，但高璩却被提拔为右諫議大夫，賜金龜紫綬於麟德殿下。遷工部侍郎、承旨學士。未幾，轉兵部侍郎。

## 拜相
唐宣宗之子唐懿宗继位后，咸通三年（862年）八月任时为翰林学士承旨、朝议大夫、守尚书兵部侍郎、知制诰、上柱国、赐紫金鱼袋的高璩为检校礼部尚书、兼梓州刺史、御史大夫、充剑南东川节度副使、知节度事、管内观察处置等使，散官勋如故。不久又召回长安，于四年（863年）十一月任为兵部侍郎、同中書門下平章事，于是成为宰相。薛逢作诗《越王楼送高梓州入朝》。五年五月，高璩又改守中书侍郎。与刘瞻都引荐故人故弘文馆学士判馆事刘三复子刘邺为左拾遗。九月二十日高璩就去世了，年四十七，贈司空，并得到追谥。但因为高璩生前和不良人士来往频繁，在太常博士曹邺坚持下，他得了一个“剌”的恶谥。
《旧唐书·崔彦昭传》称懿宗驾崩后唐僖宗初登基时，高璩与同年进士的同僚宰相赵隐推荐同为同年进士的崔彦昭长于治财赋。疑误，因高璩早已去世。